# 1442
Évszázadok: 14. század – 15. század – 16. század
Évtizedek: 1390-es évek – 1400-as évek – 1410-es évek – 1420-as évek – 1430-as évek – 1440-es évek – 1450-es évek – 1460-as évek – 1470-es évek – 1480-as évek – 1490-es évek
Évek: 1437 – 1438 – 1439 – 1440 –  1441 – 1442 – 1443 – 1444 – 1445 – 1446 – 1447

## Események
- március 18. – Mezid bég serege betör Erdélybe és Marosszentimrénél megveri Hunyadi János seregét, majd Szeben ostromába fog.
- március 25. – Hunyadi a felkelt nép segítségével Szeben mellett megveri a török sereget. Erre Moldva és Havasalföld ismét elismeri a magyar király főségét.
- május 4. – Zárai Miklós kerül a zenggi püspöki székbe.
- június 2. – I. Renátusz nápolyi király trónfosztása, V. Alfonz aragóniai király (egyben Szicília királya) meghódítja a Nápolyi Királyságot és I. Alfonzként nápolyi király lesz (1458-ig uralkodik).
- július – Hunyadi Felső-Jalomicánál megveri Sehabeddin beglerbég török seregét.
- december 13. – V. Lászlónak, illetve az ő nevében az anyjának, Luxemburgi Erzsébet magyar királynénak, valamint I. Ulászlónak a hívei békét kötnek, melynek értelmében I. Ulászló eljegyzi V. László idősebb nővérét, Annát.

## Születések
- április 28. – IV. Eduárd angol király († 1483)
- december – I. Sarolta ciprusi királynő († 1487)
- talán az év folyamán – Bakócz Tamás esztergomi érsek, bíboros († 1521)

## Halálozások
- december 19. – Luxemburgi Erzsébet magyar királyné, Zsigmond magyar király és Cillei Borbála lánya, Habsburg Albert király özvegye. (* 1409)
- Hunyadi Jován, Hunyadi János testvére (Marosszentimrénél).
- Lépes György erdélyi püspök, Maroszentimrénél.